# Pandemia de COVID-19 em Omã
Este artigo documenta os impactos da pandemia de coronavírus de 2020 em Omã e pode não incluir todas as principais respostas e medidas contemporâneas.

## Linha do tempo
Em 24 de fevereiro, os dois primeiros casos de COVID-19 em Omã foram confirmados, tratando-se de duas cidadãs locais que haviam retornado do Irã. Em 27 de fevereiro, o número de casos aumentou para 6. Todos os casos no país estavam em condições estáveis, além de terem relações com viagens feitas ao Irã.
Em 3 de março, os casos aumentaram para 12. Quatro dos pacientes infectados são iranianos, enquanto os demais eram cidadãos de Omã. 3 novos casos registrados foram relacionados a viagens ao Irã, sendo dois de nacionalidade iraniana. Para evitar a transmissão comunitária, o país colocou 2 367 pessoas em quarentena. A maioria permaneceu em isolamento, enquanto 49 estavam em unidades hospitalares.

## Reações
Haitham bin Tariq Al Said, atual sultão de Omã, formou um comitê supremo encarregado de lidar e responder aos desdobramentos resultantes da pandemia. Em 12 de março, o comitê decidiu que o visto de turista não será emitido para cidadãos de todos os países e, além disso, interrompeu a entrada e o desembarque de navios de cruzeiro nos portos do país. Além disso, todos os eventos esportivos foram cancelados, a participação na corte se limitou ao pessoal essencial e a venda de shisha foi proibida em bares e restaurantes. Essas medidas foram implementadas a partir de 15 de março, sendo vigentes por um período de 30 dias.
Em 14 de março, o comitê decidiu suspender todas as aulas em escolas, universidades e nas demais instituições de ensino a partir de 15 de março, por um período de 30 dias. Outra reunião realizada no dia seguinte anunciou novas restrições que incluíam a interrupção da entrada de estrangeiros, além de cidadãos e residentes, por todas as fronteiras terrestres e marítimas, colocando em quarentena todas as chegadas e o fechamento de parques e jardins públicos. Foi declarado, também, que orações e reuniões sociais públicas estavam proibidas.
A partir de 18 de março, o sultanato impôs restrições adicionais. A entrada no país era restrita apenas aos cidadãos de Omã, e os demais não tinham permissão para visitar outros países. Todos os locais de culto, incluindo mesquitas, foram fechados. Todas as reuniões, eventos e conferências foram suspensas. O governo proibiu reuniões públicas em todos os locais de utrismo e também anunciou o fechamento de cinemas, academias de ginástica, clubes esportivos, barbearias e todas as lojas de shoppings, além de centros de alimentação e lojas médicas. Os socos populares em vários locais do país, como Muttrah, Nizwa, Rustaque e Sinaw, também foram fechados. Restaurantes e cafeterias foram proibidas de servir comida, permitindo, apenas, serviços de entrega.
A companhia aérea Oman Air suspendeu seus voos para vários países. Em 9 de março, todos os voos originários e destinados Milão, na Itália, foram bloqueados. Em 12 de março, os voos entre a Arábia Saudita e Omã foram cancelados; a medida também vale para Bahrein e o Egito, a partir de 19 março. Em 22 de março, três novos países foram adicionados à lista de proibições: Índia, até 28 de março, Nepal, até 31 de março, e Paquistão, até 4 de abril.